# جام ملت‌های اروپا زیر ۱۷ سال
جام ملت‌های اروپا زیر ۱۷ سال (به انگلیسی: UEFA European Under-17 Championship) مسابقات قهرمانی اروپا زیر ۱۷ سال، یا به‌ طور ساده قهرمانی زیر ۱۷ سال یوفا(سازمانی که برای مسابقات اروپایی می باشد که‌ نام‌ اختصاری  ان UEFA می باشد {کامل آن  Union of European Football Associations می باشد}، یک رقابت فوتبال سالانه است که توسط تیم‌های ملی مردان زیر ۱۷ سال اروپا از اتحادیه‌های عضو یوفا برگزار می‌شود.
اسپانیا با کسب ۹ عنوان موفق‌ترین تیم این رقابت‌ها است.

## تاریخچه و نوع برگزاری
| سال        | نوع برگزاری | تعداد تیم‌ها |
| ---------- | --- | ----------- |
| ۱۹۸۲–۱۹۸۴  | نیمه نهایی، رده‌بندی و فینال | ۴           |
| ۱۹۸۵–۱۹۹۲  | چهار گروه چهارتایی، نیمه نهایی، رده‌بندی و فینال | ۱۶          |
| ۱۹۹۳–۲۰۰۲  | چهار گروه چهارتایی، یک‌چهارم نهایی، نیمه نهایی، رده‌بندی و فینال | ۱۶          |
| ۲۰۰۳–۲۰۰۶  | دو گروه چهارتایی، نیمه نهایی، رده‌بندی و فینال | ۸           |
| ۲۰۰۷–۲۰۱۴  | دو گروه چهارتایی، نیمه نهایی، رده‌بندی و فینال | ۸           |
| ۲۰۱۵–اکنون | چهار گروه چهارتایی، یک‌چهارم نهایی، بازی بین تیم‌های بازنده یک چهارم نهایی (فقط در سال‌های فرد به دلیل راهیابی به جام جهانی زیر ۱۷ سال)، نیمه نهایی، رده‌بندی و فینال | ۱۶          |

فرمت رقابت فعلی شامل سه مرحله است: یک دور مقدماتی، یک راند الیت و یک تورنمنت نهایی. مرحله اول در پاییز سال قبل برگزار شد، در حالی که الیت در بهار برگزار می‌شد. برندگان هر گروه راند الیت در مسابقات نهایی که در ماه مه برگزار می‌شود به تیم میزبان می‌پیوندند. تا تورنمنت ۱۹۹۷، بازیکنانی که در ۱ اوت یا بعد از آن متولد شده بودند، واجد شرایط شرکت در رقابت‌ها بودند. از مسابقات ۱۹۹۸، محدودیت تاریخ به ۱ ژانویه بازگردانده شده‌است. در سال ۲۰۰۱/۲۰۰۲ این مسابقات به عنوان قهرمانی زیر ۱۷ سال اروپا تغییر نام داد، اما قوانین واجد شرایط بودن تغییر نکرد.

## جام ملت‌های اروپا زیر ۱۶ سال (۱۹۸۲–۲۰۰۱)
| سال‌ها | میزبانان      | فینال                | فینال       | فینال                | رده‌بندی              | رده‌بندی     | رده‌بندی      |
| سال‌ها | میزبانان      | قهرمان               | نتیجه       | نایب قهرمان          | سوم                  | نتیجه       | چهارم        |
| ----- | ------------- | -------------------- | ----------- | -------------------- | -------------------- | ----------- | ------------ |
| ۱۹۸۲  | ایتالیا       | · ایتالیا            | ۱–۰         | · آلمان غربی         | · یوگسلاوی           | ۰–۰ (۴–۲ پ) | · فنلاند     |
| ۱۹۸۴  | آلمان غربی    | · آلمان غربی         | ۲–۰         | · اتحاد جماهیر شوروی | · انگلستان           | ۱–۰         | · یوگسلاوی   |
| ۱۹۸۵  | مجارستان      | · اتحاد جماهیر شوروی | ۴–۰         | · یونان              | · اسپانیا            | ۱–۰         | · آلمان شرقی |
| ۱۹۸۶  | یونان         | · اسپانیا            | ۲–۱         | · ایتالیا            | · اتحاد جماهیر شوروی | ۱–۱ (۹–۸ پ) | · آلمان شرقی |
| ۱۹۸۷  | فرانسه        | · ایتالیا · اعطا نشد | (۱–۰) ۰–۳   | · اتحاد جماهیر شوروی | · فرانسه             | ۳–۰         | · ترکیه      |
| ۱۹۸۸  | اسپانیا       | · اسپانیا            | ۰–۰ (۴–۲ پ) | · پرتغال             | · آلمان شرقی         | ۰–۰ (۵–۴ پ) | · آلمان غربی |
| ۱۹۸۹  | دانمارک       | · پرتغال             | ۴–۱         | · آلمان شرقی         | · فرانسه             | ۳–۲         | · اسپانیا    |
| ۱۹۹۰  | آلمان شرقی    | · چکسلواکی           | ۳–۲ (و.ا.)  | · یوگسلاوی           | · لهستان             | ۳–۲         | · پرتغال     |
| ۱۹۹۱  | سوئیس         | · اسپانیا            | ۲–۰         | · آلمان              | · یونان              | ۱–۱ (۵–۴ پ) | · فرانسه     |
| ۱۹۹۲  | قبرس          | · آلمان              | ۲–۱         | · اسپانیا            | · ایتالیا            | ۱–۰         | · پرتغال     |
| ۱۹۹۳  | ترکیه         | · لهستان             | ۱–۰         | · ایتالیا            | · چکسلواکی           | ۲–۱         | · فرانسه     |
| ۱۹۹۴  | جمهوری ایرلند | · ترکیه              | ۱–۰         | · دانمارک            | · اوکراین            | ۲–۰         | · اتریش      |
| ۱۹۹۵  | بلژیک         | · پرتغال             | ۲–۰         | · اسپانیا            | · آلمان              | ۲–۱ (و.ا.)  | · فرانسه     |
| ۱۹۹۶  | اتریش         | · پرتغال             | ۱–۰         | · فرانسه             | · اسرائیل            | ۳–۲         | · یونان      |
| ۱۹۹۷  | آلمان         | · اسپانیا            | ۰–۰ (۵–۴ پ) | · اتریش              | · آلمان              | ۳–۱         | · سوئیس      |
| ۱۹۹۸  | اسکاتلند      | · جمهوری ایرلند      | ۲–۱         | · ایتالیا            | · اسپانیا            | ۲–۱         | · پرتغال     |
| ۱۹۹۹  | جمهوری چک     | · اسپانیا            | ۴–۱         | · لهستان             | · آلمان              | ۲–۱         | · چک         |
| ۲۰۰۰  | اسرائیل       | · پرتغال             | ۲–۱ (و.ا.)  | · چک                 | · هلند               | ۵–۰         | · یونان      |
| ۲۰۰۱  | انگلستان      | · اسپانیا            | ۱–۰         | · فرانسه             | · کرواسی             | ۴–۱         | · انگلستان   |

## جام ملت‌های اروپا زیر ۱۷ سال (۲۰۰۲–اکنون)
| سال‌ها | میزبانان         | فینال                       | فینال                       | فینال                       | رده‌بندی                     | رده‌بندی                     | رده‌بندی                     |
| سال‌ها | میزبانان         | قهرمان                      | نتیجه                       | نایب قهرمان                 | سوم                         | نتیجه                       | چهارم                       |
| ----- | ---------------- | --------------------------- | --------------------------- | --------------------------- | --------------------------- | --------------------------- | --------------------------- |
| ۲۰۰۲  | دانمارک          | · سوئیس                     | ۰–۰ (۴–۲ پ)                 | · فرانسه                    | · انگلستان                  | ۴–۱                         | · اسپانیا                   |
| ۲۰۰۳  | پرتغال           | · پرتغال                    | ۲–۱                         | · اسپانیا                   | · اتریش                     | ۱–۰                         | · انگلستان                  |
| ۲۰۰۴  | فرانسه           | · فرانسه                    | ۲–۱                         | · اسپانیا                   | · پرتغال                    | ۴–۴ (۳–۲ پ)                 | · انگلستان                  |
| ۲۰۰۵  | ایتالیا          | · ترکیه                     | ۲–۰                         | · هلند                      | · ایتالیا                   | ۲–۱ (و.ا.)                  | · کرواسی                    |
| ۲۰۰۶  | لوکزامبورگ       | · روسیه                     | ۲–۲ (۵–۳ پ)                 | · چک                        | · اسپانیا                   | ۱–۱ (۳–۲ پ)                 | · آلمان                     |
| سال‌ها | میزبان           | فینال                       | فینال                       | فینال                       | بازنده‌های نیمه نهایی        | بازنده‌های نیمه نهایی        | بازنده‌های نیمه نهایی        |
| سال‌ها | میزبان           | قهرمان                      | نتیجه                       | نایب قهرمان                 | بازنده‌های نیمه نهایی        | بازنده‌های نیمه نهایی        | بازنده‌های نیمه نهایی        |
| ۲۰۰۷  | بلژیک            | · اسپانیا                   | ۱–۰                         | · انگلستان                  | بلژیک و فرانسه              | بلژیک و فرانسه              | بلژیک و فرانسه              |
| ۲۰۰۸  | ترکیه            | · اسپانیا                   | ۴–۰                         | · فرانسه                    | هلند و ترکیه                | هلند و ترکیه                | هلند و ترکیه                |
| ۲۰۰۹  | آلمان            | · آلمان                     | ۲–۱ (و.ا.)                  | · هلند                      | ایتالیا و سوئیس             | ایتالیا و سوئیس             | ایتالیا و سوئیس             |
| ۲۰۱۰  | لیختن‌اشتاین      | · انگلستان                  | ۲–۱                         | · اسپانیا                   | فرانسه و ترکیه              | فرانسه و ترکیه              | فرانسه و ترکیه              |
| ۲۰۱۱  | صربستان          | · هلند                      | ۵–۲                         | · آلمان                     | دانمارک و انگلستان          | دانمارک و انگلستان          | دانمارک و انگلستان          |
| ۲۰۱۲  | اسلوونی          | · هلند                      | ۱–۱ (۵–۴ پ)                 | · آلمان                     | گرجستان و لهستان            | گرجستان و لهستان            | گرجستان و لهستان            |
| ۲۰۱۳  | اسلواکی          | · روسیه                     | ۰–۰ (۵–۴ پ)                 | · ایتالیا                   | اسلواکی و سوئد              | اسلواکی و سوئد              | اسلواکی و سوئد              |
| ۲۰۱۴  | مالت             | · انگلستان                  | ۱–۱ (۴–۱ پ)                 | · هلند                      | پرتغال و اسکاتلند           | پرتغال و اسکاتلند           | پرتغال و اسکاتلند           |
| ۲۰۱۵  | بلغارستان        | · فرانسه                    | ۴–۱                         | · آلمان                     | بلژیک و روسیه               | بلژیک و روسیه               | بلژیک و روسیه               |
| ۲۰۱۶  | جمهوری آذربایجان | · پرتغال                    | ۱–۱ (۵–۴ پ)                 | · اسپانیا                   | آلمان و هلند                | آلمان و هلند                | آلمان و هلند                |
| ۲۰۱۷  | کرواسی           | · اسپانیا                   | ۲–۲ (۴–۱ پ)                 | · انگلستان                  | آلمان و ترکیه               | آلمان و ترکیه               | آلمان و ترکیه               |
| ۲۰۱۸  | انگلستان         | · هلند                      | ۲–۲ (۴–۱ پ)                 | · ایتالیا                   | بلژیک و انگلستان            | بلژیک و انگلستان            | بلژیک و انگلستان            |
| ۲۰۱۹  | جمهوری ایرلند    | · هلند                      | ۴–۲                         | · ایتالیا                   | فرانسه و اسپانیا            | فرانسه و اسپانیا            | فرانسه و اسپانیا            |
| ۲۰۲۰  | استونی           | به دلیل ویروس کرونا لغو شده | به دلیل ویروس کرونا لغو شده | به دلیل ویروس کرونا لغو شده | به دلیل ویروس کرونا لغو شده | به دلیل ویروس کرونا لغو شده | به دلیل ویروس کرونا لغو شده |
| ۲۰۲۱  | قبرس             | به دلیل ویروس کرونا لغو شده | به دلیل ویروس کرونا لغو شده | به دلیل ویروس کرونا لغو شده | به دلیل ویروس کرونا لغو شده | به دلیل ویروس کرونا لغو شده | به دلیل ویروس کرونا لغو شده |
| ۲۰۲۲  | اسرائیل          | · فرانسه                    | ۲–۱                         | · هلند                      | پرتغال و صربستان            | پرتغال و صربستان            | پرتغال و صربستان            |
| ۲۰۲۳  | مجارستان         | · آلمان                     | ۰–۰ (۵–۴ پ)                 | · فرانسه                    | لهستان و اسپانیا            | لهستان و اسپانیا            | لهستان و اسپانیا            |
| ۲۰۲۴  | قبرس             | · ایتالیا                   | ۳–۰                         | · پرتغال                    | دانمارک و صربستان           | دانمارک و صربستان           | دانمارک و صربستان           |
| ۲۰۲۵  | آلبانی           |                             |                             |                             |                             |                             |                             |
| ۲۰۲۶  | استونی           |                             |                             |                             |                             |                             |                             |
| ۲۰۲۷  | لتونی            |                             |                             |                             |                             |                             |                             |

۲ در ۱۹۸۷ عنوانی اعطا نشد.